# Delia megacephala
Delia megacephala är en tvåvingeart som först beskrevs av Huckett 1966.  Delia megacephala ingår i släktet Delia och familjen blomsterflugor.
Artens utbredningsområde är Kalifornien. Inga underarter finns listade i Catalogue of Life.